# Přádelna a barevna bratří Grohmannů
Přádelna a barevna bratří Grohmannů se nacházela na Tovární ulici 4 v Bystřanech, okres Teplice. Objekt byl v roce 2010 navržen na prohlášení za kulturní památku ČR. V roce 2014 Ministerstvo kultury ČR ukončilo řízení a objekty za památku neprohlásilo. V roce 2014 byly objekty přádelny bavlny a barevny zbourány.

## Historie
V roce 1866 získali dva bratři Martin (1840–1914) a Theodor (1844–1919) Grohmannové živnostenské povolení na provoz barvírny v Bystřanech na Teplicku. Do Bystřan donesli technologii barvení příze na červeno. Podnik byl rozšířen na výrobu přízí i jiných barev. V letech 1906–1907 nechali postavit přádelnu na zpracování egyptské bavlny. Projektantem secesní budovy byl Johann David Ferber, stavitel z Teplic. Ocelovou nýtovanou konstrukci dodala firma Franz Zimmermann z Werdau v Sasku. Textilní stroje pocházely od firmy Dobson & Barlow, Bolton, Lancashire. V roce 1910 byla vystavěn přízemní šedový sál barevny a kotelna se zdobným komínem stejným architektem. V roce 1940 závod převzali bratři Fischerové z Varnsdorfu. Po ukončení druhé světové války v roce 1945 byl závod znárodněn a v roce 1950 začleněn do národního podniku KORDA Horní Litvínov. Následně až do devadesátých let 20. století Elektrotechnickým závodům Teplice, pak akciové společnosti ETZ Bystřany. Od roku 2000 byly objekty závodu nevyužívány, vlastníkem se stala akciová společnost Kogresové centrum ILF. V roce 2010 byly zbourány objekty šedový sál a kotelna. V roce 2010 byl podán na Ministerstvo kultury ČR návrh na prohlášení za kulturní památku České republiky pro objekt secesní přádelny. V roce 2014 bylo vydáno rozhodnutí o neprohlášení. V únoru 2014 byla zahájena demolice objektu.

## Stavební podoba
Přádelna byla čtyřpodlažní budova. Konstrukci tvořil ocelový nýtovaný skelet a omítané zdivo. Ve stěnách byly prolomeny pravidelně rozmístěné prosklené plochy. Fasády byly členěny pilastry, nejvíce zdobené geometrickým vzorem bylo vchodové průčelí na severovýchodní straně. Schodišťové rizality ukončovaly dvě výrazné věže. Jedna prašná – sloužila k odvětrávání a v druhé bylo schodiště. Fasády byly bohatě zdobeny štukovou výzdobou. Vnořené sloupy do fasády, které procházely jednotlivými podlažími, vystupovaly nad horní římsu, kde byly ukončeny zdobnou hlavicí. Interiér byl učen výrobními halami v jednotlivých podlažích propojených třemi schodišti v rozích budovy.
U kotelny byl komín postavený v roce 1910 spolu s kotelnou a šedovým sálem. Komín má hranolovou podstavu s pilastry bohatě zdobenými štukovým dekorem. Je postaven z režného cihelného zdiva. Výška komína je 47 metrů, byl vyšší o deset metrů. Byl ukončen zdobnou hlavicí (barevný dekor), která v průběhu let byla ubourána.